# Gare de Shanghai-Est
La gare de Shanghai-Est (chinois : 上海东站 ; pinyin : Shànghǎi Dōngzhàn) est une gare en construction dans le district de Pudong à Shanghai. Elle sera située à côté de l'aéroport international de Shanghai-Pudong et constituera un futur pôle majeur de transport intermodal de passagers. La gare Shanghai-Est devrait être achevée et mise en service d'ici à 2027.

## Transport
Le 15 décembre 2019, la construction de la deuxième phase du chemin de fer Nantong-Shanghai de Taicang à Situan, passant par le district de Pudong et arrivant à la gare de Shanghai-Est, a commencé. La gare de Shanghai-Est sera la deuxième plus grande gare de Shanghai après la gare de Shanghai-Hongqiao. La ligne Airport Link faisant partie du réseau interurbain de Shanghai est également en construction. Cette ligne reliera la gare de Shanghai-Est, l'aéroport de Pudong, la gare de Hongqiao et l'aéroport de Hongqiao.

## Connection
- Connection avec l'aéroport international de Shanghai-Pudong
- Connection avec l'Airport Link line